# Hornos (kommun)
Hornos är en kommun i Spanien.   Den ligger i provinsen Provincia de Jaén och regionen Andalusien, i den centrala delen av landet, 260 km söder om huvudstaden Madrid. Antalet invånare är 685. Hornos ligger vid sjön Embalse de El Tranco de Beas.